# José Félix Iguaín
José Félix Iguaín (Huanta, 20 de noviembre de 1800 - Lima, 26 de septiembre de 1851) fue un militar, político y periodista peruano. Conspiró contra sucesivos gobiernos de la naciente República peruana, y al mismo tiempo editó periódicos de oposición muy combativos. Fue también un elocuente orador parlamentario y primer diputado por Huanta.
Comenzó combatiendo en Huamanga los planes vitalicios del Libertador Bolívar, por lo que fue apresado y conducido a Lima. En 1827 fue elegido diputado por Huanta ante el Congreso General Constituyente, y editó al mismo tiempo el periódico La Patria en duelo. Elegido diputado por Castrovirreyna (Huancavelica) en 1829, fue involucrado en una conspiración contra el presidente Agustín Gamarra, por lo que fugó hacia Arequipa. Allí secundó en 1834 la sublevación de Domingo Nieto en contra del golpe de Estado de Bermúdez; luego, pasó a respaldar al presidente Luis José de Orbegoso, que lo incorporó al ejército con el grado de sargento mayor, destacándolo a Chile. Retornó para colaborar con el gobierno de Felipe Santiago Salaverry a quien acompañó en la batalla de Socabaya (1836). Derrotado, pasó nuevamente a Chile y regresó al Perú como integrante de las expediciones restauradoras chileno-peruanas, participando en la batalla de Portada de Guías (1838). Prefecto de Huancavelica y de Lima, se negó a prestar juramento al gobierno del Directorio de Manuel Ignacio de Vivanco, por lo que una vez más fue desterrado a Chile. Pero desembarcó en Arica para plegarse a la revolución constitucionalista contra Vivanco. Integró la Junta de Gobierno Provisorio, al lado de Domingo Nieto y Ramón Castilla, y  participó en la batalla de Carmen Alto (1844). Ello le valió el ascenso a general de brigada. Nombrado prefecto de Moquegua, tuvo un incidente con un buque inglés, a raíz del cual, este bombardeó el puerto de Arica. El gobierno de Castilla, para evitar un espinoso problema internacional, debió aceptar las exigencias de los británicos, una de las cuales era privar de todo cargo político y militar a Iguaín (1845). Este se enemistó entonces con Castilla y pasó a conspirar desde Tacna. Incluso, planeó separar el sur peruano para federarlo con Bolivia. Pero no tuvo éxito y, apresado, fue recluido en un pontón en la bahía del Callao (1848-1850). Liberado gracias a una amnistía, se vio involucrado en otro incidente, esta vez con el recién electo presidente José Rufino Echenique, a quien descalificó por ser supuestamente boliviano (1851). Nuevamente fue encarcelado y acabó muriendo en prisión.
Es considerado un hijo ilustre de Huanta, y en su memoria, diversos colegios e instituciones educativas de dicha ciudad y de Lima llevan su nombre.

## Biografía
Estudió en la Universidad Nacional San Cristóbal de Huamanga (1820-1826). Involucrado en una conspiración contra el gobierno de Bolívar, fue apresado y remitido a Lima. Durante esta época de reacción antibolivariana editó una exaltada hoja periodística titulada Atalaya contra Vitalicios (en alusión al proyecto vitalicio del Libertador). Esta vena periodística y panfletaria lo conservó a lo largo de su vida.
Finalizado el régimen bolivariano, fue miembro del Congreso General Constituyente de 1827 por el departamento de Ayacucho. Dicho congreso constituyente fue el que elaboró la segunda constitución política del país.
Hizo una virulenta oposición al primer gobierno del general Agustín Gamarra, a través de su periódico La Patria en duelo, explotando la leyenda negra contra dicho mandatario sobre su presunta responsabilidad en la derrota peruana del Portete de Tarqui, durante la guerra contra la Gran Colombia de 1829.
Elegido diputado por la entonces provincia huancavelicana de Castrovirreyna (1829-1832), fue involucrado en una de las tantas conspiraciones contra el gobierno de Gamarra, cuya autoría se atribuyó al entonces coronel Ramón Castilla. Fue apresado el 2 de febrero de 1832, siendo liberado unas semanas después. Permaneció ocultó durante un tiempo, para reaparecer en Arequipa en 1834, apoyando la rebelión constitucionalista del general Domingo Nieto contra el golpe de Estado del general Pedro Bermúdez. El presidente Luis José de Orbegoso lo admitió en el ejército con el grado de sargento mayor, y lo destacó a Chile.
Tras estar una temporada en el país sureño, regresó al Perú y apoyó al gobierno del general Felipe Santiago Salaverry. Ascendido a teniente coronel, participó en la guerra contra la invasión boliviana de 1835. Luchó en la batalla de Socabaya, librada el 7 de febrero de 1836, que significó la derrota final de las fuerzas salaverrinas. Rehusó entregarse al enemigo y emprendió la huida, decisión que le permitió salvarse del trágico final de Salaverry y otros camaradas. Llegó hasta el puerto de Islay, donde se embarcó rumbo a Chile.
Regresó al Perú en filas de las expediciones restauradoras y participó en la victoria restauradora alcanzada en la batalla de Portada de Guías (21 de agosto de 1838). Por esos días empezó a editar en Lima los periódicos El Periodiquito y El Rebenque, este último dirigido especialmente contra el representante británico Belford Hinton Wilson.
Pasó luego a Piura con la misión de reclutar tropas; en esa ciudad presentó su candidatura a la presidencia de la República en 1839, en las mismas elecciones en las que se ratificaría como presidente constitucional a Gamarra. Al año siguiente fue nombrado prefecto de Huancavelica (1840). Contribuyó a debelar la llamada Revolución Regeneracionista encabezada por el coronel Manuel Ignacio de Vivanco en Arequipa. Luego fue prefecto interino de Lima, entre enero y marzo de 1843.
Instaurado el gobierno del Directorio de Manuel Ignacio de Vivanco en 1843, Iguaín se negó a prestar el juramento de lealtad exigido por dicho mandatario, por lo que partió desterrado a Chile. Pero logró desembarcar en Arica, sumándose a la revolución constitucional encabezada por los generales Domingo Nieto y Ramón Castilla. En el curso de la campaña ejerció como subprefecto de Tarapacá y prefecto de Moquegua. Por esta época, editó en Tacna el periódico El Fénix.
Con Nieto y Castilla formó parte de la Junta de Gobierno Provisorio, instalada el 3 de septiembre de 1843, en calidad de secretario general y vocal suplente. Durante la batalla de Carmen Alto, librada el 22 de julio de 1844, comandó una de las brigadas del ejército constitucional, conformada por los Nacionales de Tacna y de Moquegua y tres escuadrones. Su actuación destacada en pro del triunfo constitucional lo hizo merecedor de su ascenso a general de brigada.
El 1.º de septiembre de 1844, cuando todavía era prefecto de Moquegua, se vio involucrado en un incidente con Inglaterra. Ello se originó cuando ordenó que se le negara todo auxilio al buque inglés Cormoran, que quería hacer su aguada en el puerto de Arica (bajo jurisdicción de Moquegua). En represalia, los marinos ingleses, luego de embarcar a su cónsul, abrieron fuego sobre el puerto. Este incidente se sumó a otro que había ocurrido poco antes en el puerto de Islay, donde las fuerzas castillistas habían detenido al vapor inglés Perú, lo que provocó la protesta del representante británico.
A consecuencia de dichos incidentes y bajo presión del gobierno británico, se firmó el 30 de mayo de 1845 un Protocolo entre el canciller peruano José Gregorio Paz Soldán y el encargado de negocios inglés Guillermo Pitt Adams, por el cual se decidió la destitución de los implicados en las «ofensas» inferidas a los súbditos ingleses, entre ellos el general Iguaín (prefecto y comandante de Moquegua) y el coronel José de Arancibia (gobernador de Arica). Este protocolo fue una humillación para el Perú, a poco de iniciado el primer gobierno de Ramón Castilla, quien después, ya en su segundo gobierno, se caracterizaría por su acendrado americanismo, opuesto al intervencionismo de las potencias europeas, tal vez acicateado por este penoso incidente de 1845.
Ese mismo año de 1845, Iguaín logró ser elegido diputado por Huanta, pero fue descalificado. De ser aliado y amigo de Castilla, Iguaín se convirtió en su opositor. En la correspondencia de Castilla, se trasluce que este no estaba dispuesto a tener un conflicto con Inglaterra solo para complacer el deseo de venganza de Iguaín.
El 6 de febrero de 1846, Iguaín protagonizó una intentona revolucionaria en Tacna, que según muchos indicios, contó con el apoyo del presidente José Ballivián de Bolivia. Apresado, fue trasladado a Lima. Se le acusó de tramar con Bolivia una secesión de los departamentos de Moquegua, Tacna y Tarapacá, para formar con ellos un estado independiente que luego debería federarse con el país altiplánico. En 1847 fue condenado en primera y segunda instancia «a seis años de destierro en país que no fuese ninguno de los limítrofes», pero gracias a la intercesión de amigos importantes, la Corte Suprema suspendió la sentencia. Luego, el Congreso, en vista de la demora del proceso judicial, permitió su salida del país (agosto de 1847).
Refugiado una vez más en Chile, no cejó sin embargo en planear descabelladas intentonas subversivas. En 1848 apareció en Tarapacá, nuevamente con ayuda de Ballivián, que por entonces vivía en Chile. Su objetivo era Tacna, que en esos momentos se hallaba convulsionada por una revuelta. Pero tras una persecución de pocos días, fue apresado el 29 de julio de 1848 y trasladado a la capital. Sometido a proceso en el fuero militar, fue recluido en un pontón anclado en la bahía del Callao, donde permaneció hasta la dación de una ley de amnistía, ocurrida al finalizar el gobierno de Castilla (1850).
Libre una vez más, desafió al general José Rufino Echenique a un duelo a muerte, poco antes de que este fuera proclamado como presidente de la República. Iguaín consideraba que Echenique estaba imposibilitado de asumir el mando de la Nación por tener supuestamente la nacionalidad boliviana. Este incidente le acarreó otro juicio ante el fuero militar, siendo confinado en el cuartel de Santa Catalina. En las elecciones presidenciales de 1850, las mismas que ganara Echenique, Iguaín aparece también como candidato, computándosele un solo voto.
Estando en prisión, continuó fundamentando su acusación contra Echenique, aún después de que este asumiera la presidencia el 20 de abril de 1851. Cuando el escribano de su causa fue al cuartel donde se hallaba prisionero, Iguaín cogió el expediente judicial y lo hizo pedazos. Esto motivó que fuera sometido a un severo y riguroso tratamiento, que finalmente socavó su salud y su ánimo. En junio de 1851 solicitó al Poder Judicial que le diera la libertad debido a su quebrantada salud, pero su pedido fue denegado. En agosto de 1851, el gobierno de Echenique dio un decreto de amnistía para los presos políticos, pero Iguaín no pudo beneficiarse del mismo pues falleció poco después.